# Phaedrotettix litus
Phaedrotettix litus är en insektsart som beskrevs av Morgan Hebard 1917. Phaedrotettix litus ingår i släktet Phaedrotettix och familjen gräshoppor. Inga underarter finns listade i Catalogue of Life.